# Серхио Дальма
Жозеп-Серхи Капдевила Кероль (кат. Josep Sergi Capdevila Querol), известный также как Серхио Дальма (исп. Sergio Dalma; род. 28 сентября 1964 в Сабаделе, Каталония, Испания) — испанско-каталонский поп-исполнитель.

## Биография
Свою музыкальную карьеру Серхио Дальма начал, участвуя в различных музыкальных группах. В 1989 году стал победителем в телевизионном конкурсе «Gent d’aqui» на местном каталонском телеканале, что дало ему возможность подписать контракт в популярном барселонском ночном клубе «The Shadows Night-Club». Вскоре Серхио записывает на лейбле «Horus» свой первый альбом «Esa chica es mia». Продажи не оправдали ожиданий и затрат звукозаписывающей компании, но он получил второй шанс, записав в 1991 году второй альбом «Sintiéndonos la piel». В том же году Серхио Дальма был выбран, чтобы представить Испанию на международном песенном конкурсе Евровидение с песней «Bailar Pegados». Заняв на фестивале четвёртое место, певец стал популярен в Испании. Для него «открылся» путь на испаноязычную латиноамериканскую эстраду. Дважды, в 1992 и 2002 годах, он принимал участие в межнародном музыкальном фестивале «Viña del Mar» в Чили.
Годом позже он издал новый диск «Adivina», который достигает вершин музыкальных чартов в Испании. После этого, в 1994 году Дальма подписывает контракт со студией «Polygram» — плодом их сотрудничества в течение дальнейших шести лет стали четыре музыкальных альбома певца. А в 2000 году, уже имея титул поп-звезды, Дальма подписывает контракт со звукозаписывающим лейблом «Universal Music Group», с которым он выпустил пять альбомов.
Серхио поёт на испанском языке, но в течение карьеры он стал исполнять песни и на каталонском, галисийском и итальянском языках.
Личную жизнь исполнителя нельзя назвать идеальной. В 1994 году он женился на Марибель Санс, и через год у него родился единственный сын, названный в честь отца. Вскоре брак с треском распался, что стало поводом для многочисленных слухов и сплетен. Сейчас Дальма — «звезда» испанской поп-музыки, и его жизнь периодически освещается в светской хронике.

## Дискография

### Альбомы
- Esa chica es mía (1989)
- Sintiéndonos la piel (1991)
- Adivina (1992)
- Sólo Para Ti (1993)
- De Colección (1994)
- Cuerpo a Cuerpo (1995)
- En Concierto (1996)
- Historias Normales (1998)
- Nueva Vida (2000)
- De Otro Color (2003)
- Lo Mejor de Sergio Dalma 1989—2004 (2004)
- Todo Lo Que Quieres (2005)
- A Buena Hora (2008)
- Trece (2010)
- Via Dalma (2010)

## Избранные синглы
- «Ti Amo» (1984)